# Ip Man (film)
Pour les articles homonymes, voir Ip Man (homonymie).
Série
Ip Man 2
(2010)
Pour plus de détails, voir Fiche technique et Distribution.
Ip Man (葉問, Yip Man) est un film hongkongais réalisé par Wilson Yip, sorti en 2008, inspiré par la biographie de Yip Man.

## Synopsis
Au début des années 1930, la ville de Foshan est prospère et y fleurissent les écoles d'arts martiaux chinois. Pourtant, le meilleur d'entre eux, Ip Man, expert en wing chun, préfère cacher ses talents et profiter de ses rentes pour passer du temps en famille et s'entraîner. La femme d'Ip Man n'apprécie guère que son mari passe du temps à s'entraîner et combattre en secret avec les maîtres des écoles de la ville. Les talents d'Ip gagnent en notoriété quand il vainc un maître du chang quan, Jin Shanzhao, qui a défié et battu les autres maîtres de Foshan.
En 1937, l'invasion japonaise de Foshan affecte toute la population. La vie de tous les Chinois est bouleversée, seuls quelques exploitants peuvent encore ouvrir leurs usines. Ip et sa famille sont chassés de leur demeure pour un taudis, et Ip doit travailler dans une usine de charbon. Il retrouve plusieurs maîtres déchus, choisis par le chef de chantier. Le général japonais Miura, maître karatéka à la tête de l'armée implantée dans la région, envoie régulièrement dans l'usine Li Zhao, ancien policier et ami haut-placé de Ip Man, recruter des ouvriers prêts à combattre dans une arène pour divertir Miura et gagner un sac de riz. Ip refuse la première fois, mais son ami Lin accepte et disparaît. Ip suit donc Li Zhao quand il revient, et découvre la cruauté de Sato, le second de Miura : après qu'un ancien maître eut réussi un combat singulier puis perdu un combat à 3 contre 1, Sato l'exécute alors que l'ancien maître voulait prendre sa récompense du premier combat. Ip comprend alors que Lin est mort dans cette arène, et insiste pour combattre à son tour et affronter dix jeunes karatékas simultanément. Bien qu'affaibli par sa faim et son manque de pratique, Ip défait les dix hommes et les laisse tous blessés, parfois avec des membres brisés, avant de partir sans sa récompense. Miura est surpris mais fasciné par le personnage.
Ip quitte ensuite l’usine de charbon pour rejoindre son ami Chow Ching-chuen, propriétaire d'une fabrique de coton encore en fonctionnement. Alors qu'un groupe de bandits, mené par Jin Shanzhao, vole et fait chanter Chow avec brutalité, Ip accepte de devenir professeur et d'enseigner le wing chun aux ouvriers de l'usine afin qu'ils puissent se défendre. Quand les bandits reviennent, ceux-ci résistent mais c'est Ip Man qui fait fuir les bandits en battant à nouveau Jin. Celui-ci informe alors Miura que Ip se trouve à l'usine de coton. Li Zhao l'informe alors que Miura souhaite le revoir mais lui conseille plutôt de fuir et de ne jamais retourner à l'usine. Ip organise alors son départ pour Hong Kong avec l'aide de Li, mais quand il apprend que l'armée menace l'usine, il se rend et défie Miura en combat singulier. Miura accepte et organise un combat qu'il veut « loyal » et en public.
Le combat prend place sur la place de Foshan, où les badauds assistent au duel derrière les barricades et les soldats japonais armés. Le combat commence, et après un moment à égalité, Miura est dépassé et Ip parvient à le mettre à terre. La foule chinoise acclame le maître, où Ip reconnait ses amis, sa femme et son fils, avant d'être touché d'une balle à l'épaule. C'est Sato qui a tiré, mais Li prend son arme et tue le soldat d'une balle dans la tête. La foule se révolte et repousse les soldats japonais débordés. Ip rejoint sa famille et fuit la ville dans le camion de Chow.
Ip survit et part pour Hong Kong, où il ouvre quelques années après plusieurs écoles de boxe wing chun, qui deviennent mondialement connues. Parmi tous les élèves, on compte Bruce Lee.

## Fiche technique
- Titre : Ip Man
- Réalisation : Wilson Yip
- Production : Raymond Wong
- Scénario : Edmond Wong
- Budget : 11 715 578 $ [1]
- Pays d'origine : Hong Kong
- Format : Couleurs - 2,35:1 - Dolby Digital - 35 mm
- Genre : Action, Arts Martiaux
- Chorégraphie des combats : Sammo Hung Kam-Bo
- Durée : 106 minutes
- Date de sortie : 2008
- Suite : Ip Man 2 (sortie en 2010)

## Distribution
- Donnie Yen (VF : Alexis Victor) : Ip Man (pinyin : Yè Wèn)
- Lynn Hung (VF : Laura Préjean) : Cheung Wing-sing (pinyin : Zhāng Yǒngchéng)
- Simon Yam (VF : Olivier Destrez) : Chow Ching-chuen (pinyin : Zhōu Qīngquán)
- Gordon Lam (VF : Laurent Morteau) : Li Chiu (pinyin : Lǐ Zhào)
- Fan Siu-wong (VF : Boris Rehlinger) : Kam Shan-chu (pinyin : Jīn Shānzhǎo)
- Xing Yu : maître Lam Zealot (pinyin : Wǔchī Lín)
- Chen Zhihui : maître Liu (pinyin : Liào Shīfù)
- Hiroyuki Ikeuchi : Général Miura
- Tenma Shibuya : Colonel Sato
- Wong You-nam : Shao Dan Yuan, le frère de Lin
- Dennis To : Hu Wei

## Récompenses
- 2009 : 16e Festival du Film des Étudiants de Pékin (Beijing Student Film Festival), meilleur acteur pour Donnie Yen
- Hong Kong Film Awards 2009 : meilleur film pour Wilson Yip, et meilleure chorégraphie pour un film d'action pour Sammo Hung Kam-Bo et Tony Leung Siu-Hung
- Golden Horse Film Awards 2009 : meilleure chorégraphie d'action

## Nominations
- Hong Kong Film Awards 2009
  - meilleur acteur pour Donnie Yen
  - meilleur réalisateur pour Wilson Yip
  - meilleurs acteurs dans un second rôle pour Fan Siu-wong et Gordon Lam
  - meilleure photographie
  - meilleur montage
  - meilleurs effets spéciaux et meilleurs effets sonores
  - meilleure direction artistique